# Condado de Morella

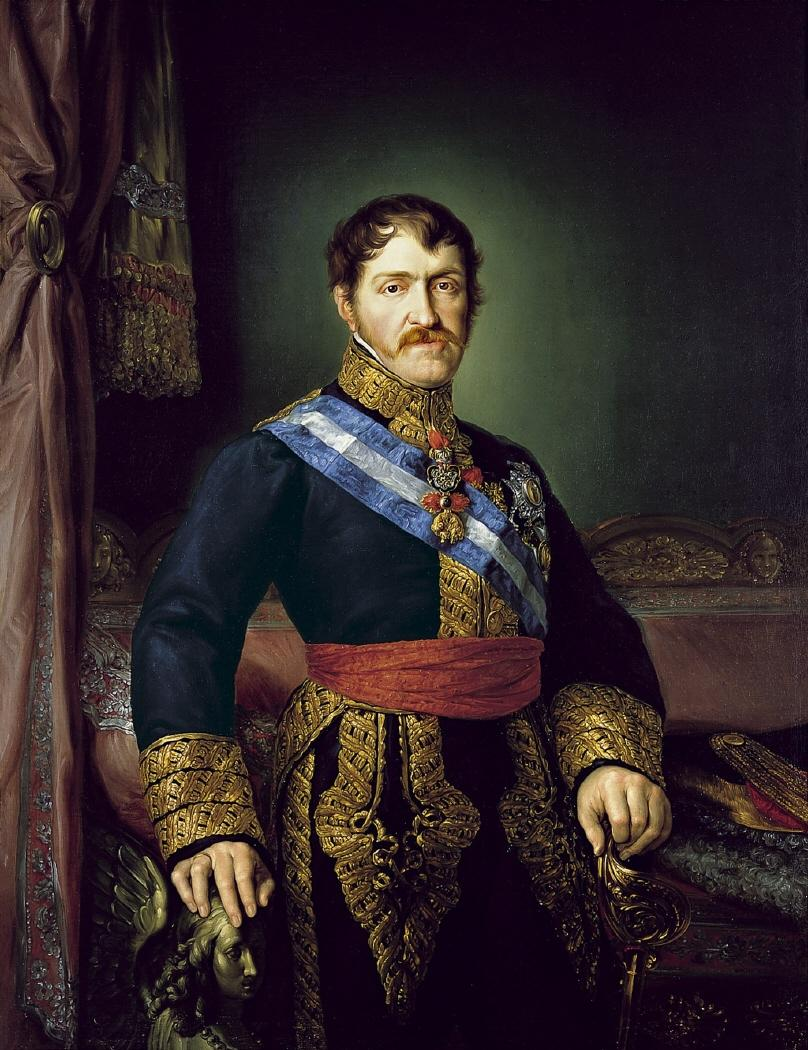
Carlos V.

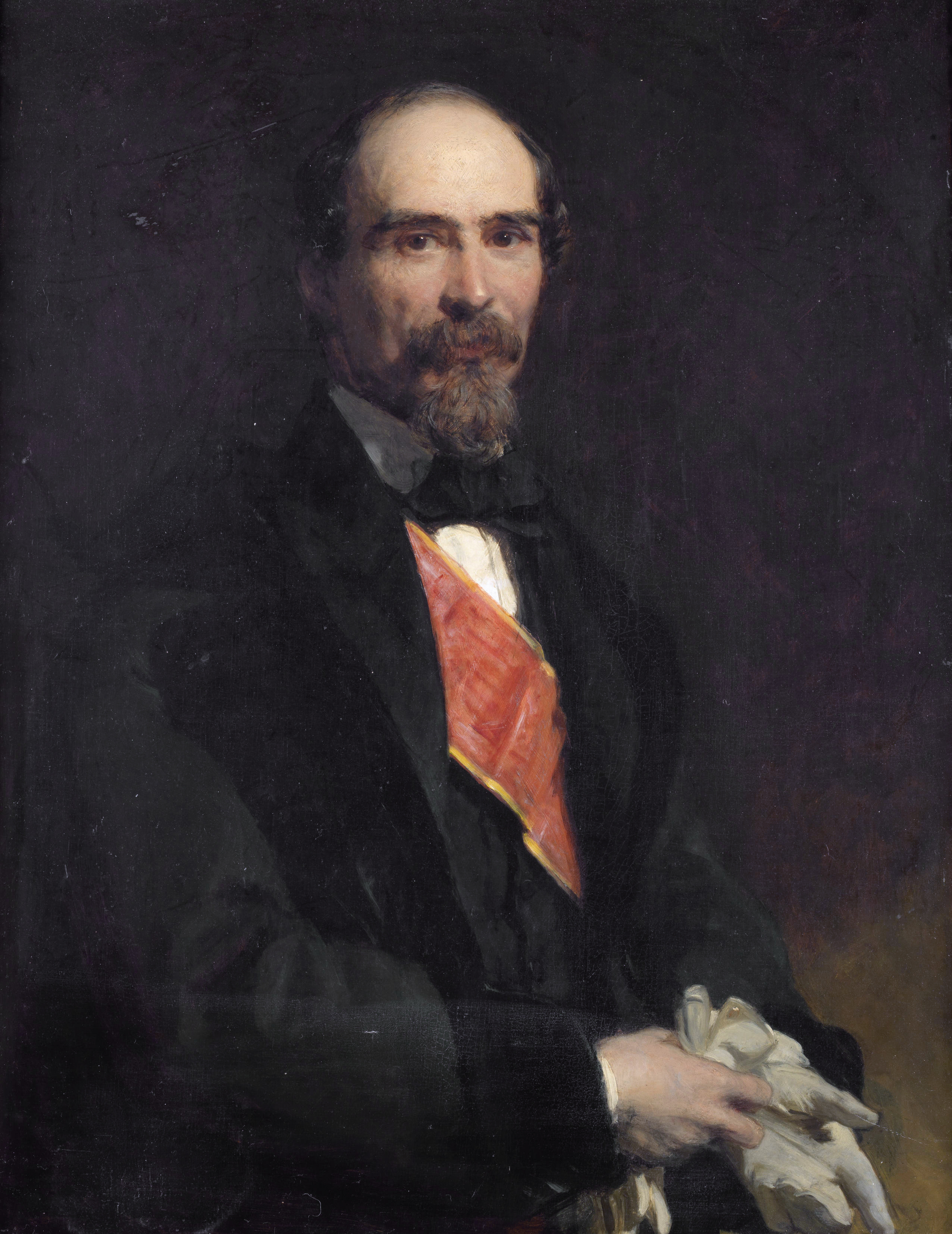
Ramón Cabrera y Griñó, I duque del Maestrazgo, I marqués del Ter y I conde de Morella.

El condado del Morella es un título nobiliario español creado el 31 de agosto de 1838 por el pretendiente carlista Carlos V a favor de Ramón Cabrera y Griñó, I duque del Maestrazgo, I marqués del Ter y I conde de Morella. Este título fue reconocido como título del Reino el 3 de septiembre de 1876, por el rey Alfonso XII.
Su actual titular, desde 2006, es Juan Ramón Brotons Cabrera, IV conde de Morella.

## Antecedentes
Ramón Cabrera participó en las primeras guerras carlistas, pero al ser derrotado se refugió en Inglaterra poniendo a disposición del pretendiente Carlos VI cuantiosas ayudas económicas. Sus desavenencias con la camarilla del nuevo pretendiente carlista, el autoproclamado Carlos VII le hicieron reconsiderar su postura, aunque en 1869 el pretendiente viajó personalmente a Londres para proponerle una nueva insurrección Cabrera rechazó de plano la propuesta. Aunque fue nombrado jefe del partido carlista en 1869, el año siguiente renunció al cargo por desavenencias con Carlos VII, siendo aceptada su decisión por la asamblea de Vevey convocada al efecto.
La llegada de la Restauración tras el golpe del general Martínez Campos y el ascenso al trono de Alfonso XI pusieron en evidencia la cordial concordancia existente entre la actitud del antiguo caudillo carlista y el nuevo proyecto de orden social que proponía el canovismo. Alfonso XII, en visita personal a Cabrera a Wentworth, encontró numerosos puntos en común en torno a las bases políticas que debía tener la monarquía restaurada.
Desengañado de Carlos VII, en 1875 reconoció al nuevo rey, que a su vez reconoció a Cabrera su graduación y sus títulos nobiliarios. No volvió a España, muriendo en Inglaterra.
Al reconocer, Ramón Cabrera, a Alfonso XII como legítimo Rey de España, el pretendiente Carlos VII, le despojó, el 21 de marzo de 1875 de todos sus títulos, aunque fueron  reconocidos por el rey Alfonso XII como títulos de España.
A pesar de ello, Cabrera solo solicitó el de conde de Morella y el de marqués del Ter que le fueron reconocidos. El ducado del Maestrazgo cayó en el olvido y hoy es simplemente un título histórico sin posibilidad de rehabilitación.

## Condes del Morella
|                                          | Titular                       | Periodo                       |
| Creación en 1838 por Carlos V            | Creación en 1838 por Carlos V | Creación en 1838 por Carlos V |
| ---------------------------------------- | ----------------------------- | ----------------------------- |
| I                                        | Ramón Cabrera y Griñó         | 1838-1876                     |
| Reconocimiento en 1876 por Alfonso XII   |                               |                               |
| I                                        | Ramón Cabrera y Griñó         | 1876-1877                     |
| II                                       | Ramón Cabrera y Richards      | 1878-1940                     |
| Rehabilitación en 1993 por Juan Carlos I |                               |                               |
| III                                      | Juana Carmen Cabrera y Gil    | 1993-2005                     |
| IV                                       | Juan Ramón Brotons Cabrera    | 2006-actual titular           |

## Historia de los condes del Morella
- Ramón Cabrera y Griñó (Tortosa 27 de diciembre de 1806-Wentworth 24 de mayo de 1877), I conde de Morella, I duque del Maestrazgo y I marqués del Ter, conocido como «El Tigre del Maestrazgo». Estos títulos fueron anulados el 21 de marzo de 1875 por el «rey» Carlos VII como títulos carlistas y reconocidos y confirmados por el rey Alfonso II en 1876.[4][1]

Se casó el 29 de mayo de 1850 con Marianne Catherine Richards. Le sucedió su hijo el 20 de febrero de 1878 mediante carta de sucesión:
:De cuyo matrimonio nacieron cinco hijos: Le sucedió, por Real Carta de Sucesión de fecha 20 de febrero de 1878, su hijo primogénito:
- Ramón Cabrera y Richards (baut. 11 de febrero de 1854-1940), II conde de Morella, II marqués del Ter.[4]

Contrajo matrimonio con Lilly Rose Schenrich (París, 1864-Londres, 29 de abril de 1936), de cuyo matrimonio nació un único hijo, Ramón Henry Cabrera Schenrich (8 de junio de 1889-Tánger, 1938), teniente del Regimiento de Húsares de Pavia y, tras el Alzamiento de 1936, comandante de caballería destinado en el servicio de inteligencia militar del ejército nacional. Casó con Juana Gil Bartra con quien tuvo cuatro hijos: Ramón Cabrera Gil, Carlota Cabrera y Gil (III marquesa del Ter), que rehabilitó el título en 1991; Juana Carmen Cabrera y Gil (que sigue); y Joaquín.
EL título fue rehabilitado en 1993 a favor de Juana Carmen Cabrera y Gil:
- Juana Carmen Cabrera y Gil, III condesa de Morella,  bisnieta de Ramón Cabrera y Griñó, primer conde de Morella.

Se casó en Tánger, en 1956, con Juan Brotons Pazos (n. 1923), de cuyo matrimonio nacieron seis hijos. Le sucedió, por Real Carta de Sucesión de fecha 1 de septiembre de 2006, su hijo primogénito:
- Juan Ramón Brotons Cabrera (n. 1957), IV y actual conde de Morella.[2]

Casado con María Victoria Ruiz de la Sierra Martín.